# Świerkla
Świerkla (niem. Tannendorf) – dawna wieś, obecnie niestandaryzowana część wsi Długołęka-Świerkla, w Polsce, położona w województwie małopolskim, w powiecie nowosądeckim, w gminie Podegrodzie. Stanowi południowo-wschdnią część wsi.

## Położenie
Najstarszy zapis nazwy Świerkla pochodzi z 1357: inter Swierklam. Jan Długosz w „Liber beneficiorum dioecesis Cracoviensis” podaje nazwę  Swyrkla. Inne zapisy nazwy wsi można znaleźć w rejestrach poborowych z 1538: Swirklia i z 1629: Swierkla. Nazwa pochodzi od wyrazu świerk. Świerkla była osadą klasztorną, należącą do parafii w Podegrodziu, a następnie do parafii w Przyszowej.
W czasie akcji kolonizacyjnej przeprowadzonej przez cesarza Józefa II w Długołęce i Świerkli (wtedy były osobnymi wsiami) mieszkali osadnicy niemieccy. Pod okupacją austriacką Świerkla stanowiła i gminę jednostkową i obszar dworski. W 1900 roku gmina obejmowała obszar 629 ha i liczyła 613 mieszkańców, natomiast obszar dworski obejmował 11 ha, zamieszkały przez 0 osób. Obszar dworski Świerkla zniesiono w 1919 roku i włączono go do gminy jednostkowej Świerkla, następnie nazywanej Długołęka-Świerkla. W 1934 z gminy tej powstała gromada Długołęka-Świerkla w nowo utworzonej zbiorowej gminie Podegrodzie.
Kilkakrotnie Świerkla była odłączana i przyłączana do Długołęki. W latach 1975–1998 miejscowość administracyjnie należała do województwa nowosądeckiego.